# Luděk Munzar

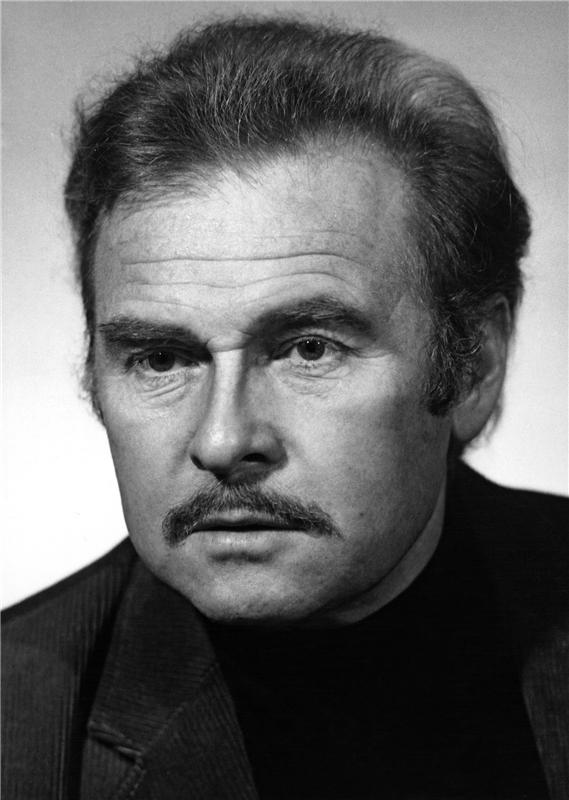
Luděk Munzar

Luděk Munzar (* 20. März 1933 in Nový Etynk-Včelnice, Tschechoslowakei; † 26. Januar 2019 in Prag-Modřany) war ein tschechischer Schauspieler.

## Werk
Munzar galt als einer der bedeutendsten zeitgenössischen Film- und Bühnendarsteller Tschechiens.
Nach der Matura an der Höheren Wirtschaftsschule in Hradec Králove studierte er von 1952 bis 1956 an der Theaterfakultät der Akademie der musischen Künste in Prag (DAMU). In der Saison 1956–1957 trat er zunächst im Stadt- und Kreistheater in Mladá Boleslav auf. Von 1957 bis 1990 gehörte er zum Ensemble des Prager Nationaltheaters.
Er war einer der Darsteller im Film Das Attentat / Sieben Mann im Morgengrauen (Jiří Sequens, 1964) und trat auch in dem Film der Tschechischen Neuen Welle Der Scherz (Žert) (Jaromil Jireš, 1969) sowie im Film Der Letzte fährt zur Hölle (Poslední propadne peklu) (Ludvík Ráža, 1982) auf. Weiterhin spielte er unter anderem in Der dritte Prinz (Märchenfilm, 1982) und in der Fernsehserie Die Kriminalfälle des Majors Zeman (1976–1977).
In Tschechien war er außerdem bekannt als die Synchronstimme von Paul Newman.

## Familie
Munzar war in erster Ehe mit der Schauspielerin und Puppenspielerin Naděžda Munzarová (* 1932) verheiratet. Aus dieser Beziehung stammt seine Tochter, die deutsch-tschechische Schauspielerin Johana Munzarová (* 1962). Das Paar trennte sich bereits 1964. Mit seiner späteren Frau, der Schauspielerin Jana Hlaváčová, trat er auch gemeinsam auf der Bühne auf.

## Filmografie (Auswahl)
- 1956: Dalibor
- 1957: Großvater Automobil (Dedecek automobil)
- 1957: Jahrgang 21 (Rocník 21)
- 1958: Die Moral der Frau Dulski (Morálka paní Dulské)
- 1960: Flugplatz gesperrt (Letiste neprijímá)
- 1961: Fackeln (Pochodne)
- 1961: Fesseln (Pouta)
- 1961: Haus ohne Sonne (Kde reky mají slunce)
- 1961: Labyrinth des Herzens (Labyrint srdce)
- 1962: Reportage unter dem Strang geschrieben (Reportáz psaná na oprátce)
- 1963: Drei Kriege – 1. Teil: Tauroggen (Fernsehfilm)
- 1965: Der erste Tag im Leben meines Sohnes (První den mého syna)
- 1965: 10 Uhr 30: Attentat (Atentát)
- 1965: Mord vor der Kamera (Pet miliónu svedku)
- 1966: Wagen nach Wien (Kocár do Vídne)
- 1966: Die nackte Schäferin (Nahá pastýrka)
- 1967: Waterloo (Fernsehfilm)
- 1968: Verlobung auf der Durchreise (Jarní vody)
- 1969: Der Scherz (Zert)
- 1973: Der Tod ist wählerisch (Smrt si vybírá)
- 1975: Das hässliche Dorf (Skaredá dedina)
- 1976: Anna, die Schwester Janas (Anna, sestra Jany)
- 1976: Odysseus und die Sterne (Odysseus a hvezdy)
- 1976: Therese soll uns nicht verlassen (Terezu bych kvuli zádné holce neopustil)
- 1976: Palette der Liebe (Paleta lásky)
- 1976–1977: Die Kriminalfälle des Majors Zeman (30 prípadu majora Zemana) (Fernsehserie, 2 Folgen)
- 1978: Krabat (Carodejuv ucen) (Stimme)
- 1978: Spiegelung (Zrcadleni)
- 1980: Dunkle Sonne (Temné slunce)
- 1981: Das Geheimnis der leeren Urne (Neco je ve vzduchu)
- 1982: Diplomat
- 1982: Der Letzte fährt zur Hölle (Poslední propadne peklu)
- 1983: Der dritte Prinz (Tretí princ)
- 1985: Mit dem Teufel ist nicht gut spaßen (S certy nejsou zerty)
- 1987: Wer Angst hat, läuft davon (Kdo se boji, utika)
- 1991: Dido – Das Geheimnis des Fisches #1: Zeichen an der Wand (TV-Miniserie)
- 1991: Das Geheimnis der weißen Hirsche (Území bílých králu, Fernsehserie, eine Folge)
- 2000: Hotel Herbich (Fernsehserie, 7 Folgen)